# Fußball-Weltmeisterschaft 2018/Gruppe G
| Pl. | Land     | Sp. | S | U | N | Tore    | Diff. | Punkte |
| --- | -------- | --- | - | - | - | ------- | ----- | ------ |
| 1.  | Belgien  | 3   | 3 | 0 | 0 | 009:200 | +7    | 09     |
| 2.  | England  | 3   | 2 | 0 | 1 | 008:300 | +5    | 06     |
| 3.  | Tunesien | 3   | 1 | 0 | 2 | 005:800 | −3    | 03     |
| 4.  | Panama   | 3   | 0 | 0 | 3 | 002:110 | −9    | 0      |

Gruppe G der Fußball-Weltmeisterschaft 2018:

## Belgien – Panama 3:0 (0:0)
| Belgien                                                                         | Belgien | Panama | Panama | Aufstellung                      |
| ------------------------------------------------------------------------------- | --- | --- | ------ | -------------------------------- |
| Belgien                                                                         | \| 1. Spieltag \| \| 18. Juni 2018 um 18:00 Uhr (17:00 Uhr MESZ) in Sotschi (Olympiastadion Sotschi) \| \| Zuschauer: 43.257 \| \| Schiedsrichter: Janny Sikazwe ( Sambia) 1 \| \| Spielbericht \|                                                                                     | \| 1. Spieltag \| \| 18. Juni 2018 um 18:00 Uhr (17:00 Uhr MESZ) in Sotschi (Olympiastadion Sotschi) \| \| Zuschauer: 43.257 \| \| Schiedsrichter: Janny Sikazwe ( Sambia) 1 \| \| Spielbericht \|                                                                             | Panama | Aufstellung Belgien gegen Panama |
| Belgien                                                                         | Thibaut Courtois – Toby Alderweireld, Dedryck Boyata, Jan Vertonghen – Thomas Meunier, Kevin De Bruyne, Axel Witsel (90. Nacer Chadli), Yannick Carrasco (74. Mousa Dembélé) – Dries Mertens (83. Thorgan Hazard), Romelu Lukaku, Eden Hazard Cheftrainer: Roberto Martínez ( Spanien) | Jaime Penedo – Michael Murillo, Román Torres , Fidel Escobar, Éric Davis – Edgar Bárcenas (63. Gabriel Torres), Armando Cooper, Gabriel Gómez, Aníbal Godoy, José Luis Rodríguez (63. Ismael Díaz) – Blas Pérez (73. Luis Tejada) Cheftrainer: Hernán Darío Gómez ( Kolumbien) | Panama | Aufstellung Belgien gegen Panama |
| Belgien                                                                         | 1:0 Mertens (47.) 2:0 Lukaku (69.) 3:0 Lukaku (75.) | | Panama | Aufstellung Belgien gegen Panama |
| Belgien                                                                         | Meunier (14.), Vertonghen (59.), De Bruyne (88.) | Davis (18.), Bárcenas (45.+2′), Cooper (49.), Murillo (51.), Godoy (57.) | Panama | Aufstellung Belgien gegen Panama |
| Belgien                                                                         | Spieler des Spiels: Romelu Lukaku (Belgien) | | Panama | Aufstellung Belgien gegen Panama |
| 1. Spieltag                                                                     | | |        |                                  |
| 18. Juni 2018 um 18:00 Uhr (17:00 Uhr MESZ) in Sotschi (Olympiastadion Sotschi) | | |        |                                  |
| Zuschauer: 43.257                                                               | | |        |                                  |
| Schiedsrichter: Janny Sikazwe ( Sambia) 1                                       | | |        |                                  |
| Spielbericht                                                                    | | |        |                                  |

## Tunesien – England 1:2 (1:1)
| Tunesien                                                                   | Tunesien | England | England | Aufstellung                        |
| -------------------------------------------------------------------------- | --- | --- | ------- | ---------------------------------- |
| Tunesien                                                                   | \| 1. Spieltag \| \| 18. Juni 2018 um 21:00 Uhr (20:00 Uhr MESZ) in Wolgograd (Wolgograd-Arena) \| \| Zuschauer: 41.064 \| \| Schiedsrichter: Wilmar Roldán ( Kolumbien) 2 \| \| Spielbericht \|                                                                                | \| 1. Spieltag \| \| 18. Juni 2018 um 21:00 Uhr (20:00 Uhr MESZ) in Wolgograd (Wolgograd-Arena) \| \| Zuschauer: 41.064 \| \| Schiedsrichter: Wilmar Roldán ( Kolumbien) 2 \| \| Spielbericht \|                                                                    | England | Aufstellung Tunesien gegen England |
| Tunesien                                                                   | Mouez Hassen (15. Farouk Ben Mustapha) – Yassine Meriah, Syam Ben Youssef, Dylan Bronn, Ali Maâloul – Ellyes Skhiri, Anice Badri, Ferjani Sassi – Fakhreddine Ben Youssef, Wahbi Khazri (85. Saber Khelifa), Naïm Sliti (74. Mohamed Amine Ben Amor) Cheftrainer: Nabil Maaloul | Jordan Pickford – Kyle Walker, John Stones, Harry Maguire – Kieran Trippier, Dele Alli (80. Ruben Loftus-Cheek), Jordan Henderson, Jesse Lingard (90.+3′ Eric Dier), Ashley Young – Raheem Sterling (68. Marcus Rashford), Harry Kane Cheftrainer: Gareth Southgate | England | Aufstellung Tunesien gegen England |
| Tunesien                                                                   | 1:1 Sassi (35., Foulelfmeter) | 0:1 Kane (11.) 1:2 Kane (90.+1′) | England | Aufstellung Tunesien gegen England |
| Tunesien                                                                   | Walker (33.) | | England | Aufstellung Tunesien gegen England |
| Tunesien                                                                   | Spieler des Spiels: Harry Kane (England) | | England | Aufstellung Tunesien gegen England |
| 1. Spieltag                                                                | | |         |                                    |
| 18. Juni 2018 um 21:00 Uhr (20:00 Uhr MESZ) in Wolgograd (Wolgograd-Arena) | | |         |                                    |
| Zuschauer: 41.064                                                          | | |         |                                    |
| Schiedsrichter: Wilmar Roldán ( Kolumbien) 2                               | | |         |                                    |
| Spielbericht                                                               | | |         |                                    |

## Belgien – Tunesien 5:2 (3:1)
| Belgien                                                                 | Belgien | Tunesien | Tunesien | Aufstellung                        |
| ----------------------------------------------------------------------- | --- | --- | -------- | ---------------------------------- |
| Belgien                                                                 | \| 2. Spieltag \| \| 23. Juni 2018 um 15:00 Uhr (14:00 Uhr MESZ) in Moskau (Spartak-Stadion) \| \| Zuschauer: 44.190 \| \| Schiedsrichter: Jair Marrufo ( Vereinigte Staaten) 3 \| \| Spielbericht \|                                                                                          | \| 2. Spieltag \| \| 23. Juni 2018 um 15:00 Uhr (14:00 Uhr MESZ) in Moskau (Spartak-Stadion) \| \| Zuschauer: 44.190 \| \| Schiedsrichter: Jair Marrufo ( Vereinigte Staaten) 3 \| \| Spielbericht \|                                                                           | Tunesien | Aufstellung Belgien gegen Tunesien |
| Belgien                                                                 | Thibaut Courtois – Toby Alderweireld, Dedryck Boyata, Jan Vertonghen – Thomas Meunier, Kevin De Bruyne, Axel Witsel, Yannick Carrasco – Dries Mertens (86. Youri Tielemans), Romelu Lukaku (59. Marouane Fellaini), Eden Hazard (68. Michy Batshuayi) Cheftrainer: Roberto Martínez ( Spanien) | Farouk Ben Mustapha – Dylan Bronn (24. Hamdi Nagguez), Syam Ben Youssef (41. Yohan Benalouane), Yassine Meriah, Ali Maâloul – Seifeddine Khaoui, Ellyes Skhiri, Ferjani Sassi (59. Naïm Sliti) – Fakhreddine Ben Youssef, Wahbi Khazri , Anice Badri Cheftrainer: Nabil Maaloul | Tunesien | Aufstellung Belgien gegen Tunesien |
| Belgien                                                                 | 1:0 Hazard (6., Foulelfmeter) 2:0 Lukaku (16.) 3:1 Lukaku (45.+3′) 4:1 Hazard (51.) 5:1 Batshuayi (90.) | 2:1 Bronn (18.) 5:2 Khazri (90.+3′) | Tunesien | Aufstellung Belgien gegen Tunesien |
| Belgien                                                                 | Sassi (14.) | | Tunesien | Aufstellung Belgien gegen Tunesien |
| Belgien                                                                 | Spieler des Spiels: Eden Hazard (Belgien) | | Tunesien | Aufstellung Belgien gegen Tunesien |
| 2. Spieltag                                                             | | |          |                                    |
| 23. Juni 2018 um 15:00 Uhr (14:00 Uhr MESZ) in Moskau (Spartak-Stadion) | | |          |                                    |
| Zuschauer: 44.190                                                       | | |          |                                    |
| Schiedsrichter: Jair Marrufo ( Vereinigte Staaten) 3                    | | |          |                                    |
| Spielbericht                                                            | | |          |                                    |

## England – Panama 6:1 (5:0)
| England                                                                                    | England | Panama | Panama | Aufstellung                      |
| ------------------------------------------------------------------------------------------ | --- | --- | ------ | -------------------------------- |
| England                                                                                    | \| 2. Spieltag \| \| 24. Juni 2018 um 15:00 Uhr (14:00 Uhr MESZ) in Nischni Nowgorod (Stadion Nischni Nowgorod) \| \| Zuschauer: 43.319 \| \| Schiedsrichter: Gehad Grisha ( Ägypten) 4 \| \| Spielbericht \|                                                    | \| 2. Spieltag \| \| 24. Juni 2018 um 15:00 Uhr (14:00 Uhr MESZ) in Nischni Nowgorod (Stadion Nischni Nowgorod) \| \| Zuschauer: 43.319 \| \| Schiedsrichter: Gehad Grisha ( Ägypten) 4 \| \| Spielbericht \|                                                                    | Panama | Aufstellung England gegen Panama |
| England                                                                                    | Jordan Pickford – Kyle Walker, John Stones, Harry Maguire – Kieran Trippier (70. Danny Rose), Ruben Loftus-Cheek, Jordan Henderson, Jesse Lingard (63. Fabian Delph), Ashley Young – Raheem Sterling, Harry Kane (63. Jamie Vardy) Cheftrainer: Gareth Southgate | Jaime Penedo – Michael Murillo, Román Torres , Fidel Escobar, Éric Davis – Edgar Bárcenas (69. Abdiel Arroyo), Armando Cooper, Gabriel Gómez (69. Felipe Baloy), Aníbal Godoy (62. Ricardo Ávila), José Luis Rodríguez – Blas Pérez Cheftrainer: Hernán Darío Gómez ( Kolumbien) | Panama | Aufstellung England gegen Panama |
| England                                                                                    | 1:0 Stones (8.) 2:0 Kane (22., Foulelfmeter) 3:0 Lingard (36.) 4:0 Stones (40.) 5:0 Kane (45.+1′, Foulelfmeter) 6:0 Kane (62.) | 6:1 Baloy (78.) | Panama | Aufstellung England gegen Panama |
| England                                                                                    | Loftus-Cheek (24.) | Cooper (10.), Escobar (44.), Murillo (72.) | Panama | Aufstellung England gegen Panama |
| England                                                                                    | Spieler des Spiels: Harry Kane (England) | | Panama | Aufstellung England gegen Panama |
| 2. Spieltag                                                                                | | |        |                                  |
| 24. Juni 2018 um 15:00 Uhr (14:00 Uhr MESZ) in Nischni Nowgorod (Stadion Nischni Nowgorod) | | |        |                                  |
| Zuschauer: 43.319                                                                          | | |        |                                  |
| Schiedsrichter: Gehad Grisha ( Ägypten) 4                                                  | | |        |                                  |
| Spielbericht                                                                               | | |        |                                  |

## England – Belgien 0:1 (0:0)
| England                                                         | England | Belgien | Belgien | Aufstellung                       |
| --------------------------------------------------------------- | --- | --- | ------- | --------------------------------- |
| England                                                         | \| 3. Spieltag \| \| 28. Juni 2018 um 20:00 Uhr in Kaliningrad (Kaliningrad-Stadion) \| \| Zuschauer: 33.973 \| \| Schiedsrichter: Damir Skomina ( Slowenien) 5 \| \| Spielbericht \|                                                          | \| 3. Spieltag \| \| 28. Juni 2018 um 20:00 Uhr in Kaliningrad (Kaliningrad-Stadion) \| \| Zuschauer: 33.973 \| \| Schiedsrichter: Damir Skomina ( Slowenien) 5 \| \| Spielbericht \|                                                                                         | Belgien | Aufstellung England gegen Belgien |
| England                                                         | Jordan Pickford – Phil Jones, John Stones (46. Harry Maguire), Gary Cahill – Trent Alexander-Arnold (79. Danny Welbeck), Ruben Loftus-Cheek, Eric Dier , Fabian Delph, Danny Rose – Marcus Rashford, Jamie Vardy Cheftrainer: Gareth Southgate | Thibaut Courtois – Leander Dendoncker, Dedryck Boyata, Thomas Vermaelen (74. Vincent Kompany) – Nacer Chadli, Marouane Fellaini, Mousa Dembélé, Thorgan Hazard – Adnan Januzaj (86. Dries Mertens), Michy Batshuayi, Youri Tielemans Cheftrainer: Roberto Martínez ( Spanien) | Belgien | Aufstellung England gegen Belgien |
| England                                                         | 0:1 Januzaj (51.) | | Belgien | Aufstellung England gegen Belgien |
| England                                                         | Tielemans (19.), Dendoncker (33.) | | Belgien | Aufstellung England gegen Belgien |
| England                                                         | Spieler des Spiels: Adnan Januzaj (Belgien) | | Belgien | Aufstellung England gegen Belgien |
| 3. Spieltag                                                     | | |         |                                   |
| 28. Juni 2018 um 20:00 Uhr in Kaliningrad (Kaliningrad-Stadion) | | |         |                                   |
| Zuschauer: 33.973                                               | | |         |                                   |
| Schiedsrichter: Damir Skomina ( Slowenien) 5                    | | |         |                                   |
| Spielbericht                                                    | | |         |                                   |

## Panama – Tunesien 1:2 (1:0)
| Panama                                                                    | Panama | Tunesien | Tunesien | Aufstellung                       |
| ------------------------------------------------------------------------- | --- | --- | -------- | --------------------------------- |
| Panama                                                                    | \| 3. Spieltag \| \| 28. Juni 2018 um 21:00 Uhr (20:00 Uhr MESZ) in Saransk (Mordwinien-Arena) \| \| Zuschauer: 37.168 \| \| Schiedsrichter: Nawaf Shukralla ( Bahrain) 6 \| \| Spielbericht \|                                                                                     | \| 3. Spieltag \| \| 28. Juni 2018 um 21:00 Uhr (20:00 Uhr MESZ) in Saransk (Mordwinien-Arena) \| \| Zuschauer: 37.168 \| \| Schiedsrichter: Nawaf Shukralla ( Bahrain) 6 \| \| Spielbericht \|                                                                          | Tunesien | Aufstellung Panama gegen Tunesien |
| Panama                                                                    | Jaime Penedo – Adolfo Machado, Román Torres (56. Luis Tejada), Fidel Escobar, Luis Ovalle – Edgar Bárcenas, Aníbal Godoy, Gabriel Gómez, Ricardo Ávila (81. Abdiel Arroyo), José Luis Rodríguez – Gabriel Torres (46. Hárold Cummings) Cheftrainer: Hernán Darío Gómez ( Kolumbien) | Aymen Mathlouthi – Hamdi Nagguez, Rami Bedoui, Yassine Meriah, Oussama Haddadi – Ferjani Sassi (46. Anice Badri), Ellyes Skhiri, Ghailene Chaalali – Fakhreddine Ben Youssef, Wahbi Khazri (89. Bassem Srarfi), Naïm Sliti (77. Ahmed Khalil) Cheftrainer: Nabil Maaloul | Tunesien | Aufstellung Panama gegen Tunesien |
| Panama                                                                    | 1:0 Meriah (33., Eigentor) | 1:1 Ben Youssef (51.) 1:2 Khazri (66.) | Tunesien | Aufstellung Panama gegen Tunesien |
| Panama                                                                    | Avila (78.), Gómez (80.), Tejada (90.+6') | Sassi (44.), Badri (71.), Chaalali (90.+3') | Tunesien | Aufstellung Panama gegen Tunesien |
| Panama                                                                    | Das 1:1 war das 2.500. WM-Tor | | Tunesien | Aufstellung Panama gegen Tunesien |
| Panama                                                                    | Spieler des Spiels: Fakhreddine Ben Youssef (Tunesien) | | Tunesien | Aufstellung Panama gegen Tunesien |
| 3. Spieltag                                                               | | |          |                                   |
| 28. Juni 2018 um 21:00 Uhr (20:00 Uhr MESZ) in Saransk (Mordwinien-Arena) | | |          |                                   |
| Zuschauer: 37.168                                                         | | |          |                                   |
| Schiedsrichter: Nawaf Shukralla ( Bahrain) 6                              | | |          |                                   |
| Spielbericht                                                              | | |          |                                   |